# Мутаккиль-Нуску
Мутаккиль-Нуску — царь Ассирии приблизительно в 1134—1133 годах до н. э. Сын Ашшур-дана I.
После смерти отца Мутаккиль-Нуску боролся за престол со своим братом Нинурта-Тукульти-Ашшуром, которого, став ассирийским царём, сослал в Вавилонию.
Согласно «Ассирийскому царскому списку», Мутаккиль-Нуску правил очень непродолжительное время. После него ассирийский престол унаследовал его сын Ашшур-реш-иши I.